# Jean-Jacques Guyon
Jean-Jacques Guyon, född 1 december 1932 i Paris, död 20 december 2017 i Paris, var en fransk ryttare.
Guyon blev olympisk mästare i fälttävlan vid sommarspelen 1968 i Mexico City.